# Саут Чарлстон (Охајо)
Саут Чарлстон (енгл. South Charleston) град је у америчкој савезној држави Охајо.

## Демографија
По попису из 2010. године број становника је 1.693, што је 157 (-8,5%) становника мање него 2000. године.
| Група             | 2000.         | 2010.         |
| Белци             | 1.788 (96,6%) | 1.649 (97,4%) |
| Афроамериканци    | 28 (1,5%)     | 6 (0,4%)      |
| Азијати           | 9 (0,5%)      | 2 (0,1%)      |
| Хиспаноамериканци | 3 (0,2%)      | 15 (0,9%)     |
| Укупно            | 1.850         | 1.693         |